# ولت (آلمان)
ولت (به آلمانی: Welt) یک شهر در آلمان است که در نوردفرایسلند واقع شده‌است. ولت ۲۲۰ نفر جمعیت دارد.